# Cecilia Ivanchevich
Cecilia Ivanchevich (Buenos Aires, 1977) es una artista y comisario de arte argentina. Realiza dibujos, pinturas, instalaciones y obras de sitio específico. En sus obras explora la interrelación entre la imagen, el sonido y el espacio.

## Biografía
Nació en Buenos Aires y se formó como artista visual y curadora en la Universidad Nacional de las Artes (UNA) y en la Universidad Nacional de Tres de Febrero (UNTREF). Es una artista interdisciplinaria que investiga la relación entre los lenguajes: visual, sonoro y espacial. Utiliza la arquitectura y la luz como materiales en la composición de sus obras.
En 2010 realizó la instalación visual-sonora Una luz en desarrollo junto al músico y matemático estadounidense Leon Gruenbaum que fue exhibida en el marco de la exposición x200más en el Centro Cultural Recoleta, en Buenos Aires, bajo la curaduría de Cristina Schiavi.
Ese mismo año fundó el Laboratorio Interdisciplinario de Arte, un espacio que conjugó las artes visuales y el arte sonoro para que varios artistas de ambas disciplinas trabajaran de forma colaborativa en la composición de una obra en común. El laboratorio interdisciplinario de Arte se presentó en la Universidad Nacional de Quilmes (UNQ), Buenos Aires (2010), en la Universidad de Lyon, Francia (2012), en el Conservatorio de Música de Innsbruck, Austria (2012), en la Colección Fortabat, Buenos Aires (2014), en la Universidad Nacional del Noroeste de la Provincia de Buenos Aires (UNNOBA) (2014) y en el Centro Cultural Haroldo Conti, Buenos Aires (2015).
En 2014 fue becada por el Mozarteum Argentino para realizar una residencia artística en la Cité Internationale des Arts París en donde llevó a cabo el proyecto interdisciplinario Los ritmos del triángulo: diálogos y variaciones visuales sonoras junto al compositor franco-argentino Octavio López y la performer musical francesa Méryll Ampe.
En 2016 realizó Contrapuntos en la Galería Cecilia Caballero, una muestra en la que combinó todos los elementos desarrollados en sus anteriores investigaciones. Allí presentó dos grandes instalaciones de sitio específico en las que los elementos gráficos del dibujo dialogaban con el espacio en una suerte de pentagrama visual.
En 2018 realizó tres exposiciones individuales en Buenos Aires en las que desarrolló diferentes aristas de su trabajo. En Ritmos y variaciones sobre un tema, expuesta en la Fundación OSDE, las obras exploran la relación entre la arquitectura, el espacio plástico y la historia de arte, al igual que en Transformación, exhibida en el Centro Cultural Paco Urondo, inspirada en el legado del escritor y periodista Paco Urondo. Para esta instalación de sitio específico de gran escala redibujó el espacio de exhibición generando contrastes entre diferentes estéticas y los espacios arquitectónicos del centro cultural.
En el mismo año, en la Galería Cecilia Caballero, en la exposición Polaridades prologada por Lara Marmor, la artista estableció un sistema de relaciones polares -aguadas de acuarela y líneas en tinta china, figuraciones y abstracciones, figuras geométricas y manchas- para combinarlas en pequeñas instalaciones de dibujos expandidos.
En el 2019 participó de la segunda edición de Bienal SUR con la obra Fluidez y contrapunto, una instalación de sitio específico de grandes dimensiones en el marco de la exposición Entre sentidos que reunió a varios artistas internacionales y estuvo al cuidado de la curadora italiana Benedetta Casini.
En 2020 fue convocada por los curadores chinos Ying Xuan Du y Lin Wang para representar a Latinoamérica en la exposición Local-Internacional en Dazhou, provincia de Sichuan, en China. La exposición se realizó para inaugurar el complejo artístico 515 Art Creative Village, que convirtió en espacio de arte lo que había sido históricamente el depósito de municiones más grande del este de Sichuan. Allí la artista realizó en una gran cueva de 65 metros de largo la obra Resiliencia, una instalación site-specific que puso en diálogo la historia china y la argentina y sus respectivas tradiciones pictóricas.

## Exposiciones

### Individuales nacionales (Selección)
- 2010 Dos veces en el mismo río, Proyecto La Línea Piensa, Centro Cultural Borges, Buenos Aires

- 2011 Proyecto La Línea Piensa, Museo de Artes Visuales Sor Josefa, Santa Fé
- 2011 Vis a Vis, Centro Cultural Borges, Buenos Aires
- 2012 Ivanchevich, Gomez, Fraticelli. Galería Sasha D, Córdoba
- 2013 Proyecto Translate light, Semana del Arte de Rosario, Rosario, Santa Fé
- 2014 Sinergias, Galería Rubbers Internacional, Buenos Aires
- 2016 Contrapuntos, Galería Cecilia Caballero, Buenos Aires
- 2018 Ritmos y variaciones sobre un tema, Fundación OSDE, Buenos Aires
- 2018 Transformación, Centro Cultural Paco Urondo, Buenos Aires
- 2018 Polaridades, Galería Cecilia Caballero, Buenos Aires

### Colectivas nacionales (Selección)
- 2010 Premio Revista Ñ, (Diario Clarín), ArteBA, Buenos Aires
- 2010 Lindo lo tuyo, Museo Lozza, Alberti, Buenos Aires
- 2010 Proyecto Delivery, Fondo Nacional de las Artes, Buenos Aires
- 2010 Del techo al piso, Galería Chez Vautier, Buenos Aires
- 2011 X200más, Centro Cultural Recoleta, Buenos Aires
- 2012 Tres generaciones de dibujo contemporáneo. Galería Massota Torres, Buenos Aires
- 2015 Luxia, Centro Cultural Borges, Buenos Aires
- 2017 Del piso al techo, Galería Cecilia Caballero, Buenos Aires
- 2019 Entre sentidos, Bienal Sur, Tucumán

### Internacionales (selección)
- 2011 UNIART, Università degli Studi di Roma, Foro Itálico, Roma, Italia
- 2012 Arte & Diseño Argentino en Italia, Museo Regionale di Scienze Naturali, Torino, Italia
- 2014 Los ritmos del triángulo: diálogos y variaciones visuales sonoras, Proyecto interdisciplinario, Galerie Cité Internationale des Arts, Paris, Francia
- 2019 Beyond the borders, Mazi BookStore, Beijing, China
- 2019 Beyond the borders, Librería Mil Gotas, Chongqing, China
- 2020 Resiliencia, 515 Art Village, China

## Curaduría
Desarrolla proyectos curatoriales desde el año 2004, destacándose sus investigaciones en torno a la obra del artista argentino Luis Felipe Noé. En el año 2012, junto a Diana Wechsler y Eduardo Stupía curó la exposición Noé, visiones/revisiones en el Museo de la Universidad de Tres de Febrero (MUNTREF), en Buenos Aires, en donde trazaron un contrapunto entre distintas temáticas abordadas por el artista a lo largo del tiempo. En 2014 organizó la exposición Noé, siglo XXI en el Museo Nacional de la República de Brasilia (Brasil), en donde pone de manifiesto la relevancia de la producción del artista durante el siglo XXI. En 2015, en el Centro Cultural Haroldo Conti, en Buenos Aires, presentó la exposición Olfato en tiempo y lugar, que centra la mirada del artista en consonancia con su época. En el año 2017, en el Museo Nacional de Bellas Artes en Buenos Aires expuso el proyecto curatorial Noé: Mirada prospectiva, que se centró en la forma en que el artista llevó a la práctica su teoría del caos. Desarrollada en tres ejes conceptuales, la exhibición reunió cerca de 120 obras del artista, entre pinturas dibujos, instalaciones y escritos.